# Volksschule
Na Áustria, equivalente à escola primária na Alemanha, Volksschule refere-se às escolas frequentadas por crianças do 1º ao 4º ano, na Suíça a educação escolar obrigatória de onze anos oferecida pelos municípios no jardim de infância, ensino fundamental e ensino médio.
O termo ensino fundamental está historicamente associado à ideia de uma instituição educacional para o povo e à introdução da escolaridade obrigatória. O povo (Volks) significava a população simples em comparação com as classes ou classes superiores da população. Com o passar do tempo, porém, o significado mudou para uma educação mínima que todos de um povo devem ter.